# James Lenox
Pour les articles homonymes, voir Lenox.
James Lenox, né le 19 août 1800 à New York où il est mort le 17 février 1880, est un philanthrope et collectionneur américain.

## Biographie

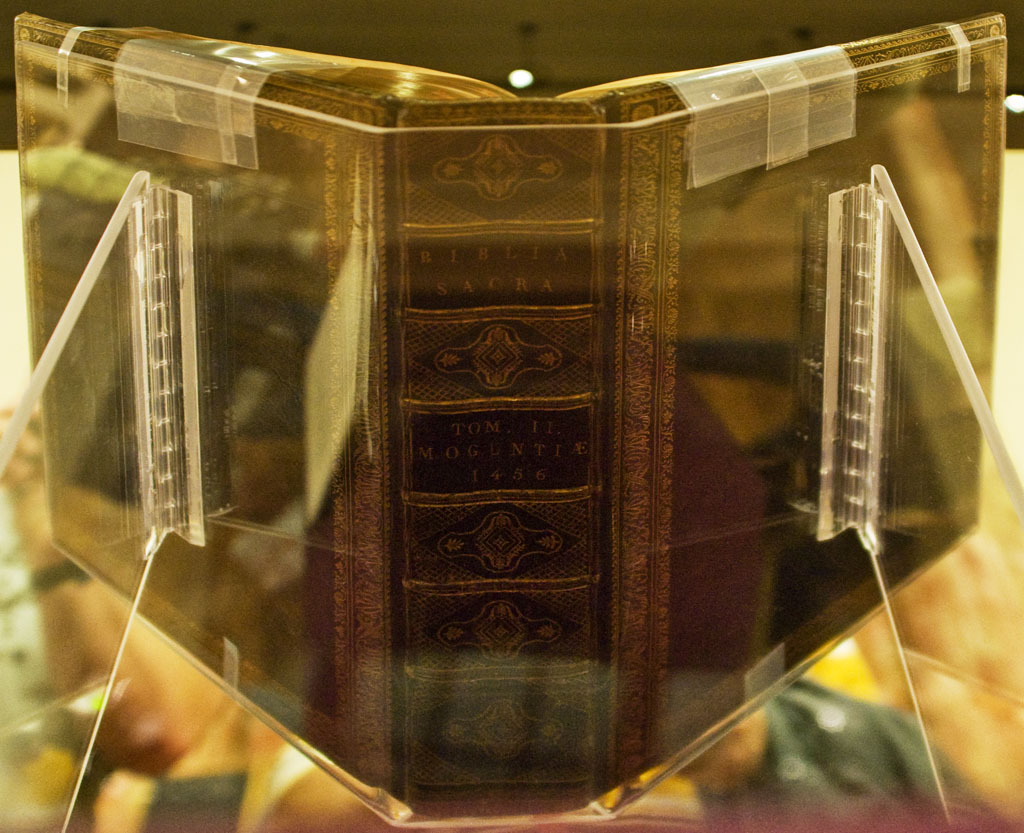
Dos de l'exemplaire (sur papier) de la Bible de Gutenberg rapporté par James Lenox en 1842 et conservé à la Bibliothèque publique de New York.

Lenox, seul fils survivant des six enfants de ses parents, Robert et Rachel, hérite de son père Robert Lenox, un marchand écossais en 1839,. Il décide de consacrer sa fortune à l'édition de livres d'Art. La Lenox Library deviendra en 1895 la New York Public Library.
En 1868, il fonde aussi l'hôpital presbytérien de New York,.
Lenox est mentionné sous la graphie erronée de « Lennox » dans le roman de Jules Verne Le Testament d'un excentrique (partie 1, chapitre V).
La Lenox Avenue (Malcolm X Boulevard) a été nommée en son honneur fin 1887 (les deux noms sont utilisés conjointement).